# Stratton (videogioco)
Stratton è un videogioco sparatutto fantascientifico pubblicato nel 1987 o forse inizio 1988 per Commodore 64 e Commodore 128 dalla CRL Group. Dotato di visuale dall'alto su un impianto futuristico, venne elogiato dal punto di vista estetico, ma a volte giudicato monotono.

## Trama
Nel lontano futuro lo Stratton Air Terminal, uno spazioporto automatico all'avanguardia appena inaugurato, ha subito un attentato terroristico ed è fuori controllo. Una navetta di terra deve esplorare il complesso e sparare ai numerosi ruttori di forma piramidale per disattivare i sistemi di difesa impazziti, così da poter salvare i sopravvissuti.

## Modalità di gioco
Il giocatore controlla la navetta in un labirinto di percorsi tra strutture e macchinari animati con visuale dall'alto. L'ambiente è a scorrimento libero in entrambi i sensi, in orizzontale oppure verticale a seconda della zona. Attraverso speciali passaggi si può passare liberamente da una zona all'altra; queste differiscono per la conformazione e per le tonalità di colore.
I nemici sono i dispositivi piramidali fissi a terra e vari oggetti robotici volanti che attraversano incessantemente lo schermo, tutti in grado di sparare. Spesso i dispositivi devono essere distrutti anche per aprirsi la strada che altrimenti ostruiscono.
La navetta può muoversi e sparare nelle otto direzioni. Si dispone di più vite e per ciascuna di una barra dell'energia, che cala scontrandosi con nemici di terra e d'aria, venendo colpiti dai loro proiettili e toccando le pareti. Si consuma lentamente energia anche sparando molto. Ci sono alcune ricariche di energia da raccogliere.
La versione Commodore 128 ha un'area di gioco più grande e una maggior varietà nello scenario, inoltre la difficoltà è più calibrata rispetto a quella elevata della versione 64.